# 心寫治平
心寫治平又稱心寫治平圖、乾隆帝后妃嬪圖卷、心寫治平圖卷，是乾隆皇帝和他的皇后、妃嫔的人物肖像油畫。據說可能是由郎世寧創作，但每位人物的畫風與技術不完全一至，也有可能是多位作者在不同時期的創作。原藏于圆明园，可能在1860年英法联军攻占北京时从圆明园流失，1969年入藏美国克利夫兰艺术博物馆。

## 收錄的人物

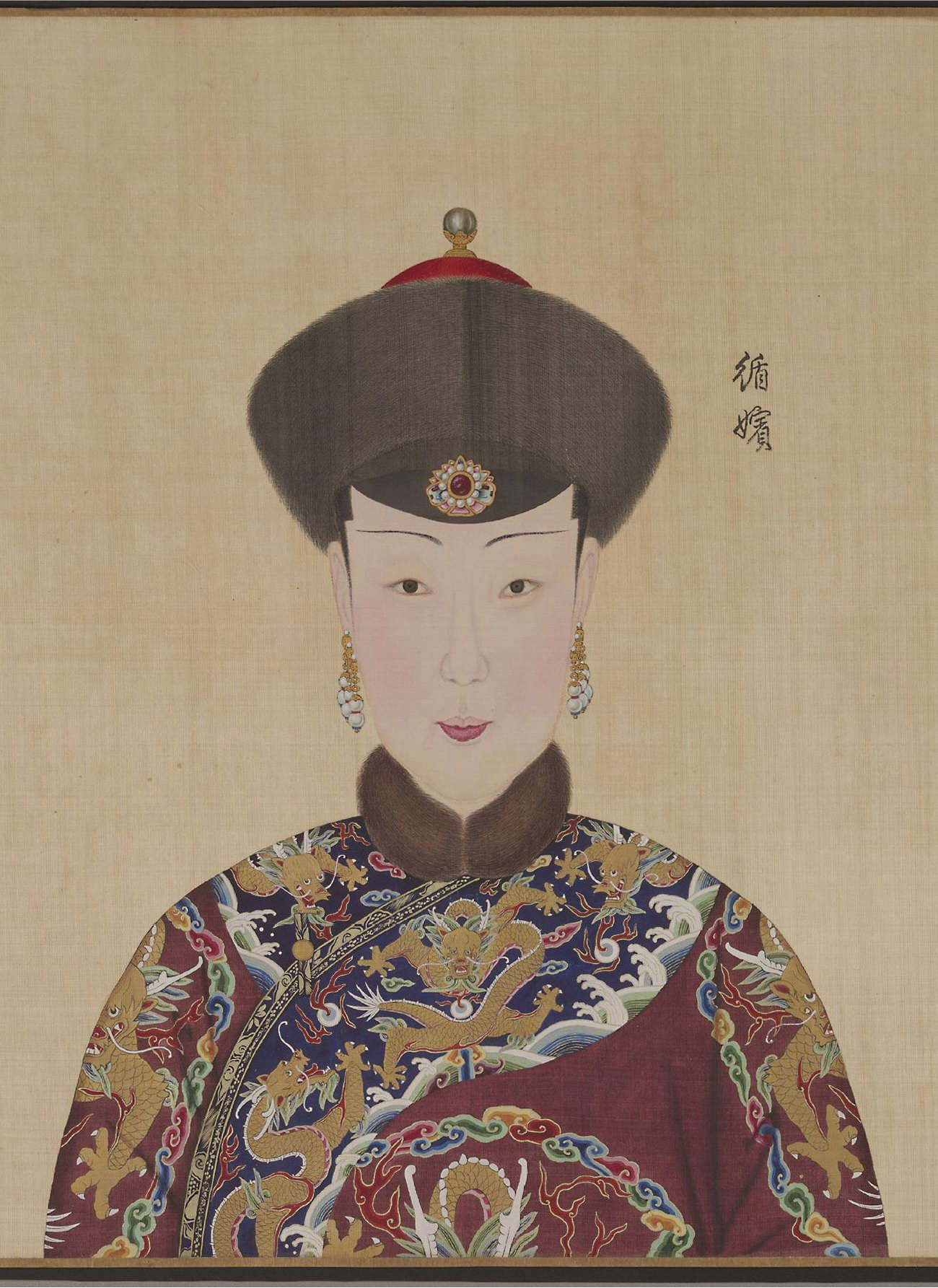
循貴妃
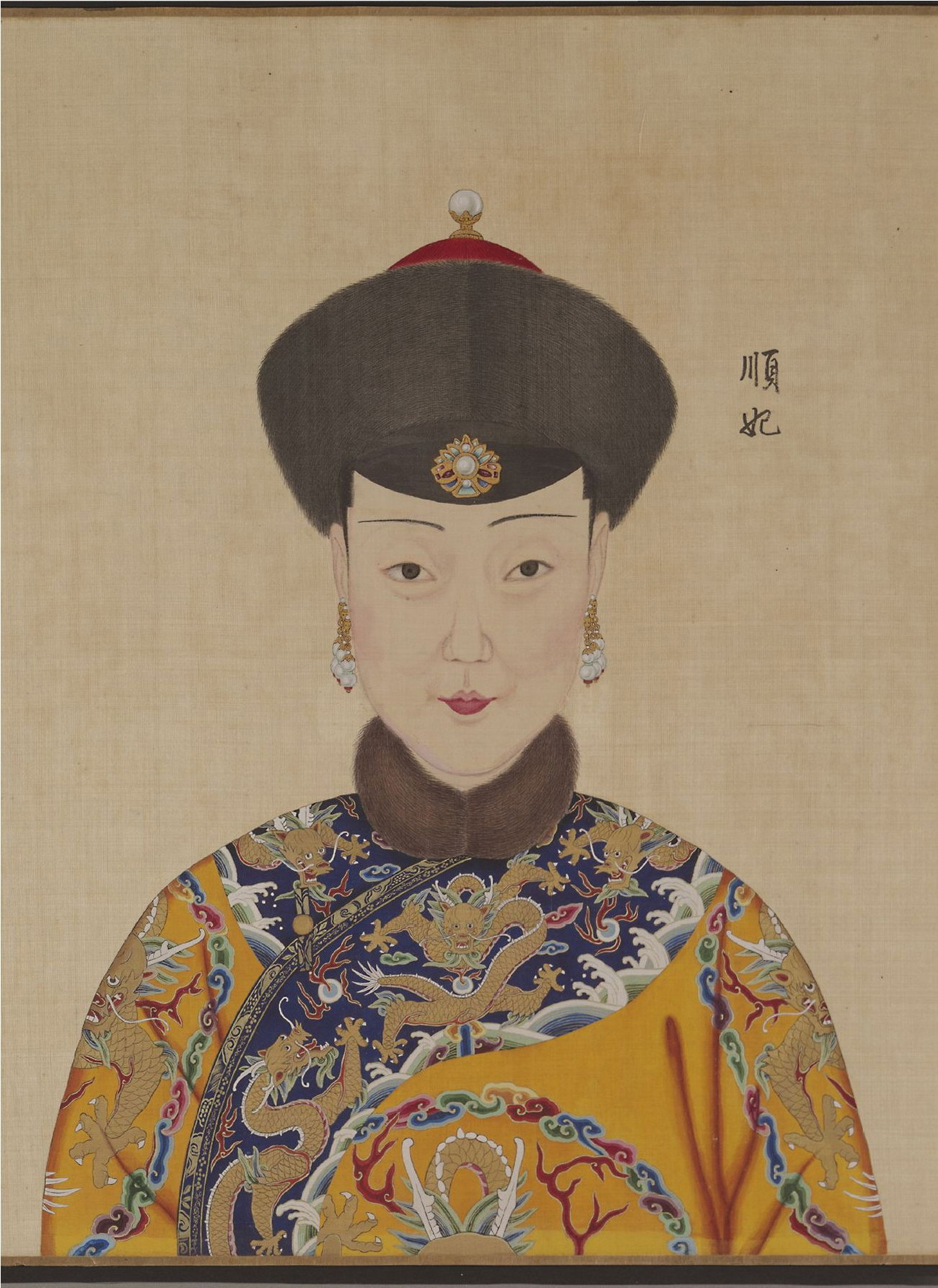
顺贵人
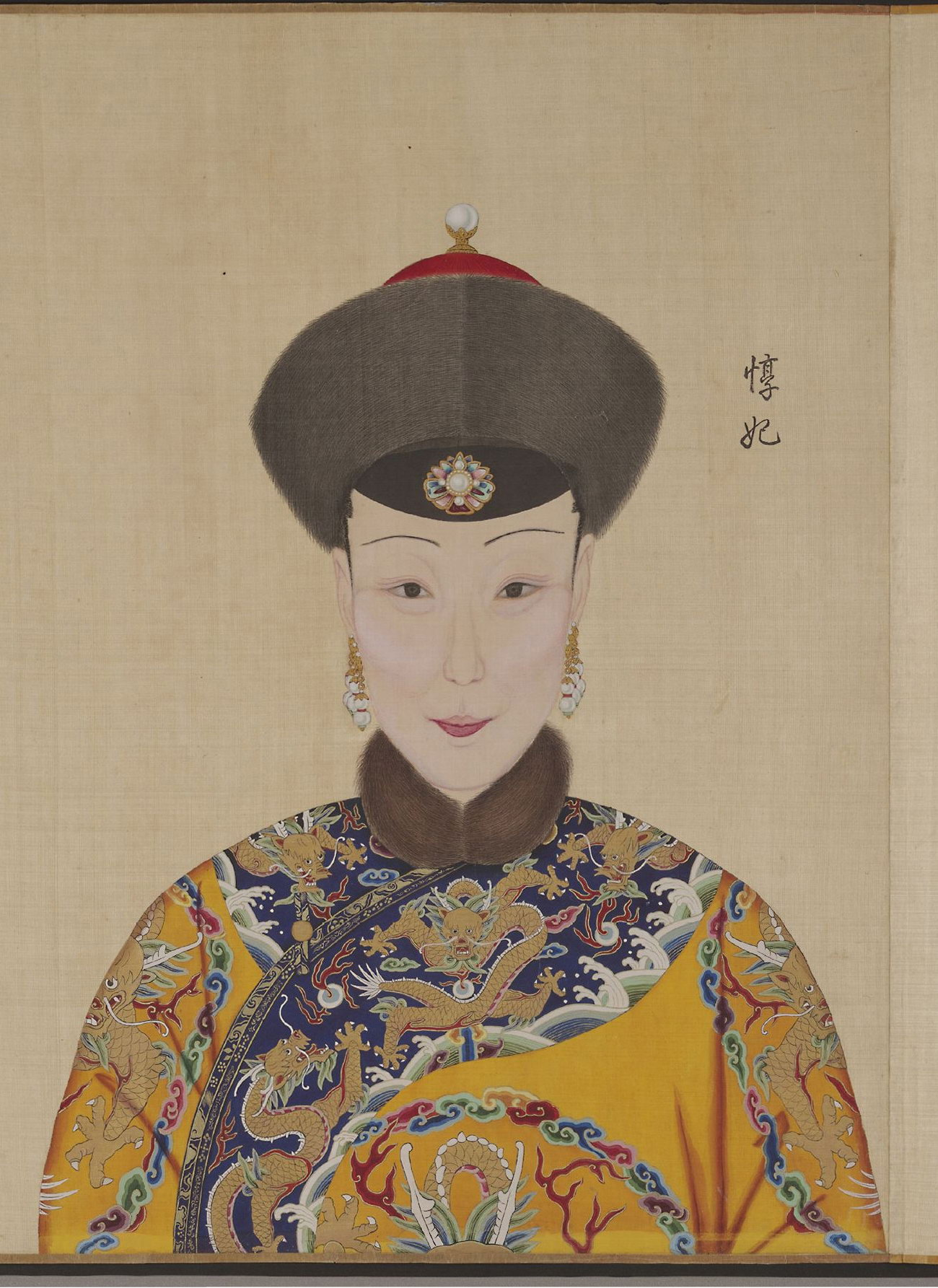
惇妃
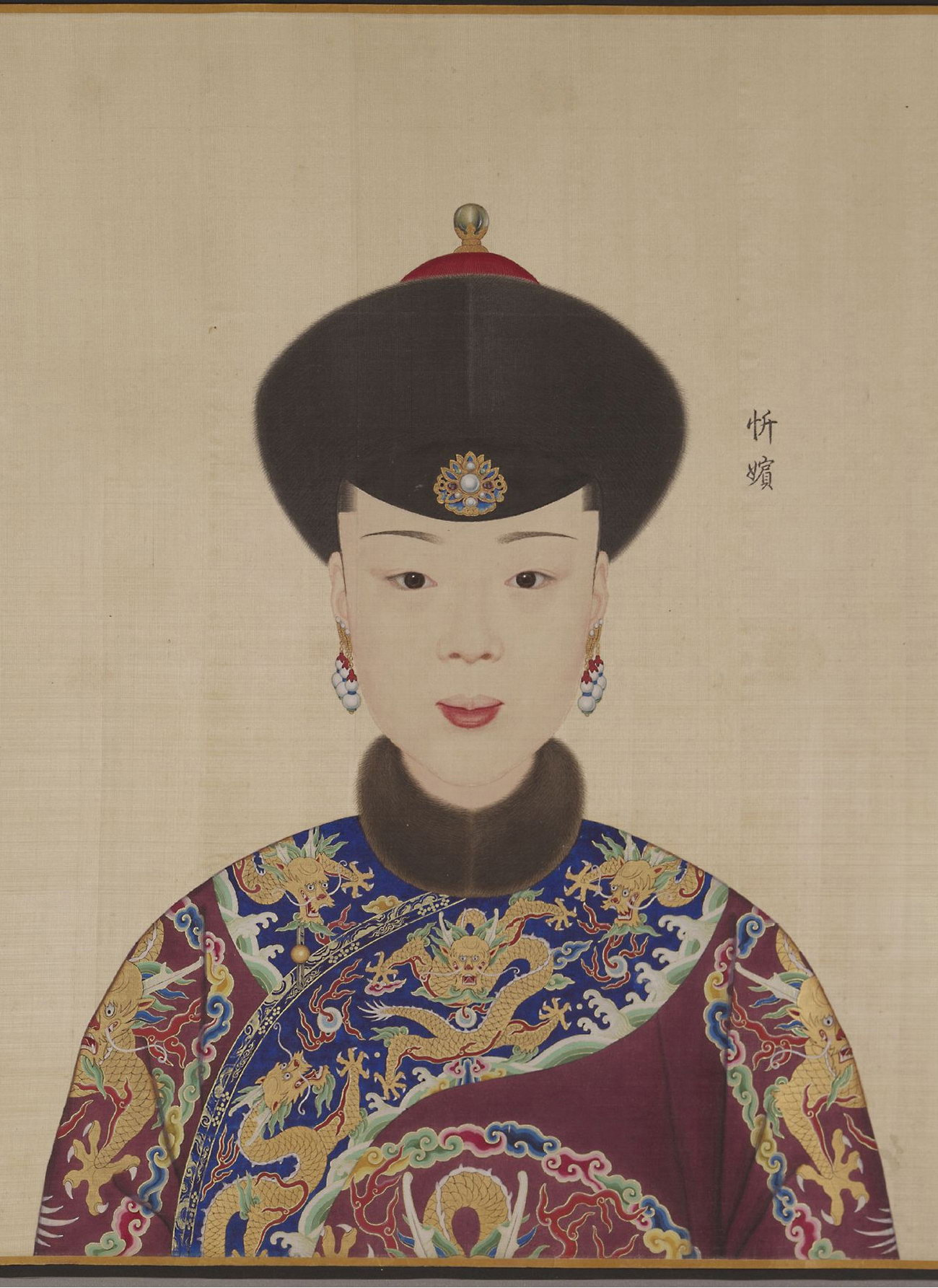
忻貴妃
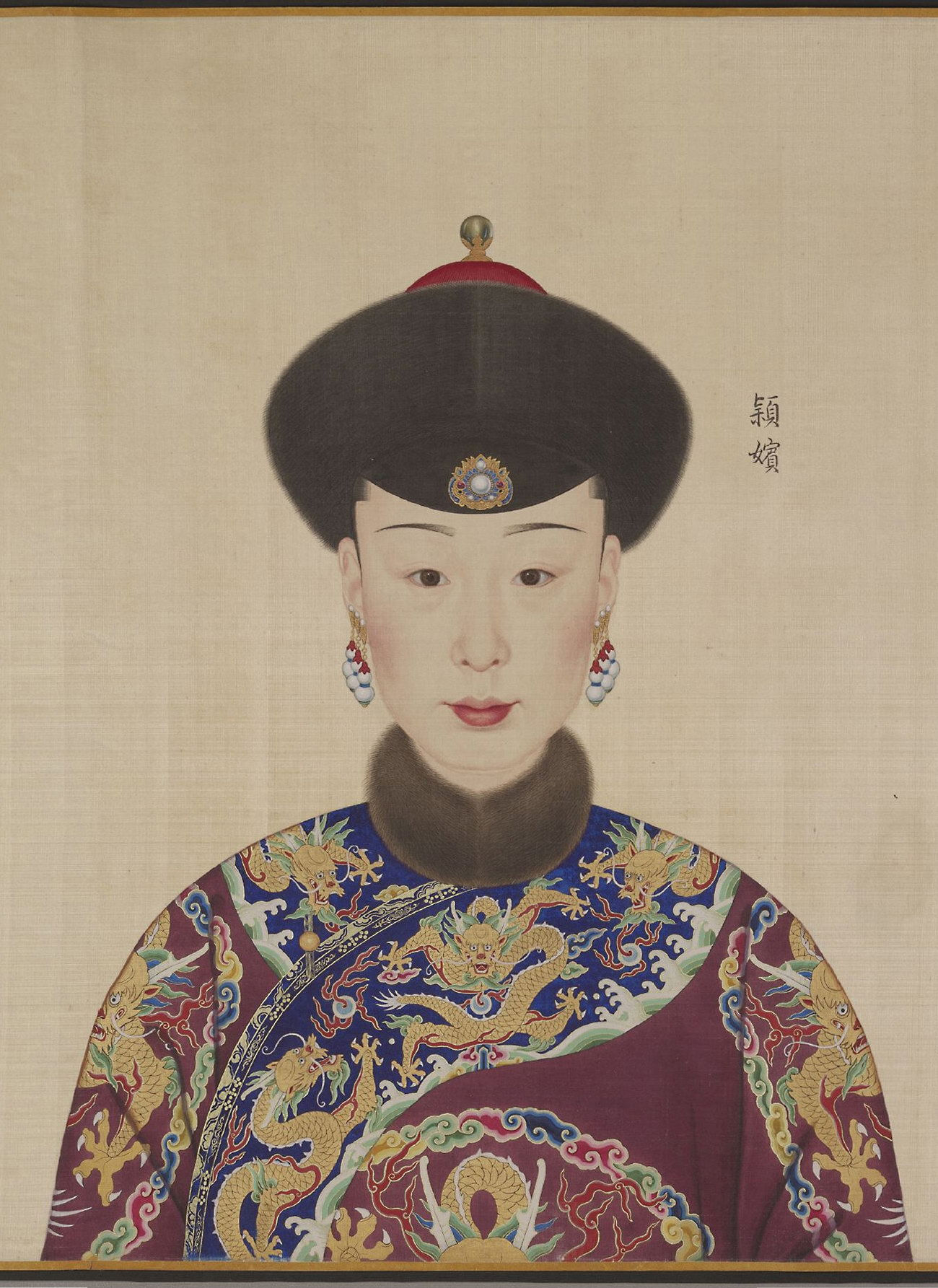
颖贵妃
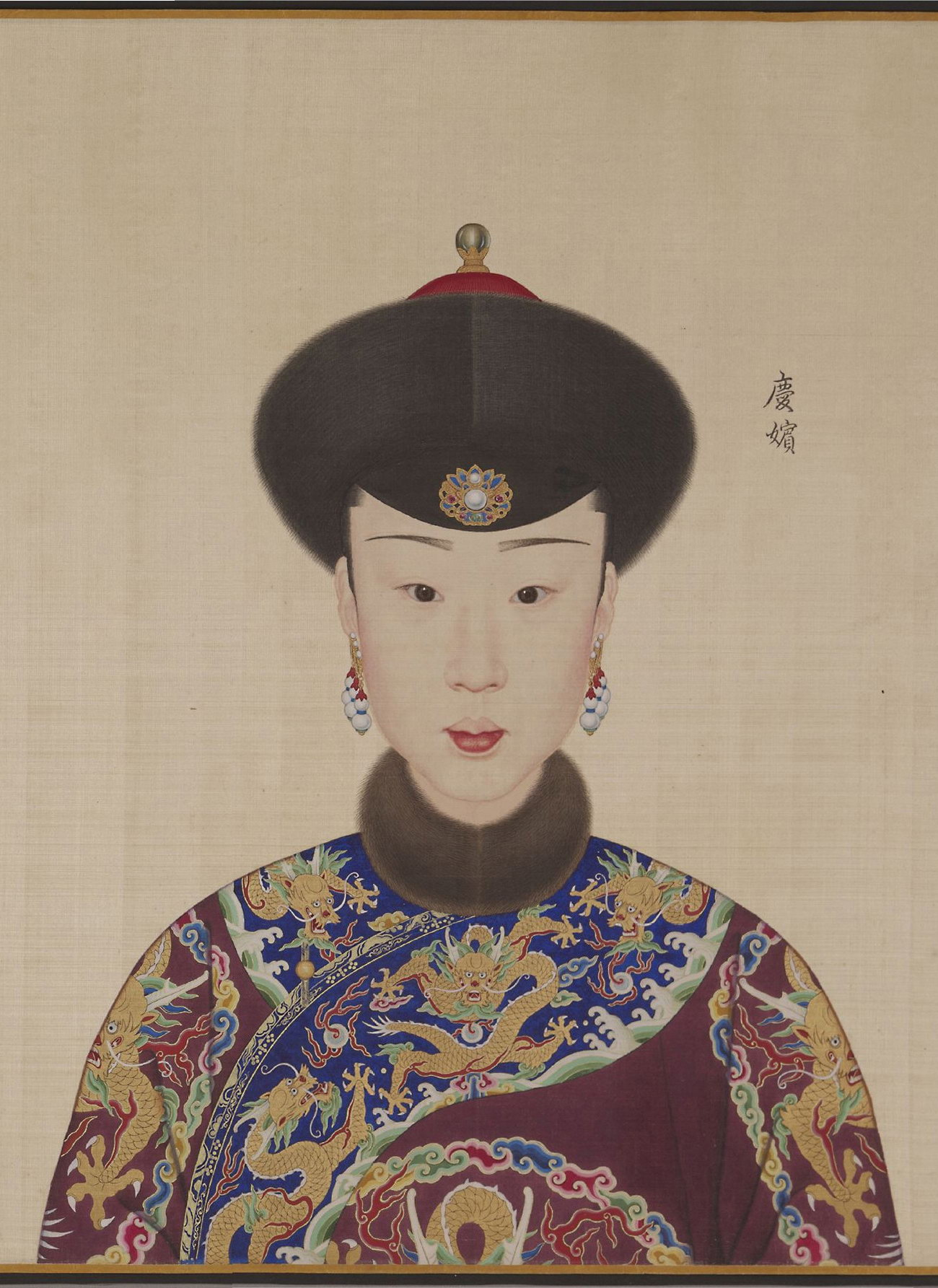
慶恭皇貴妃
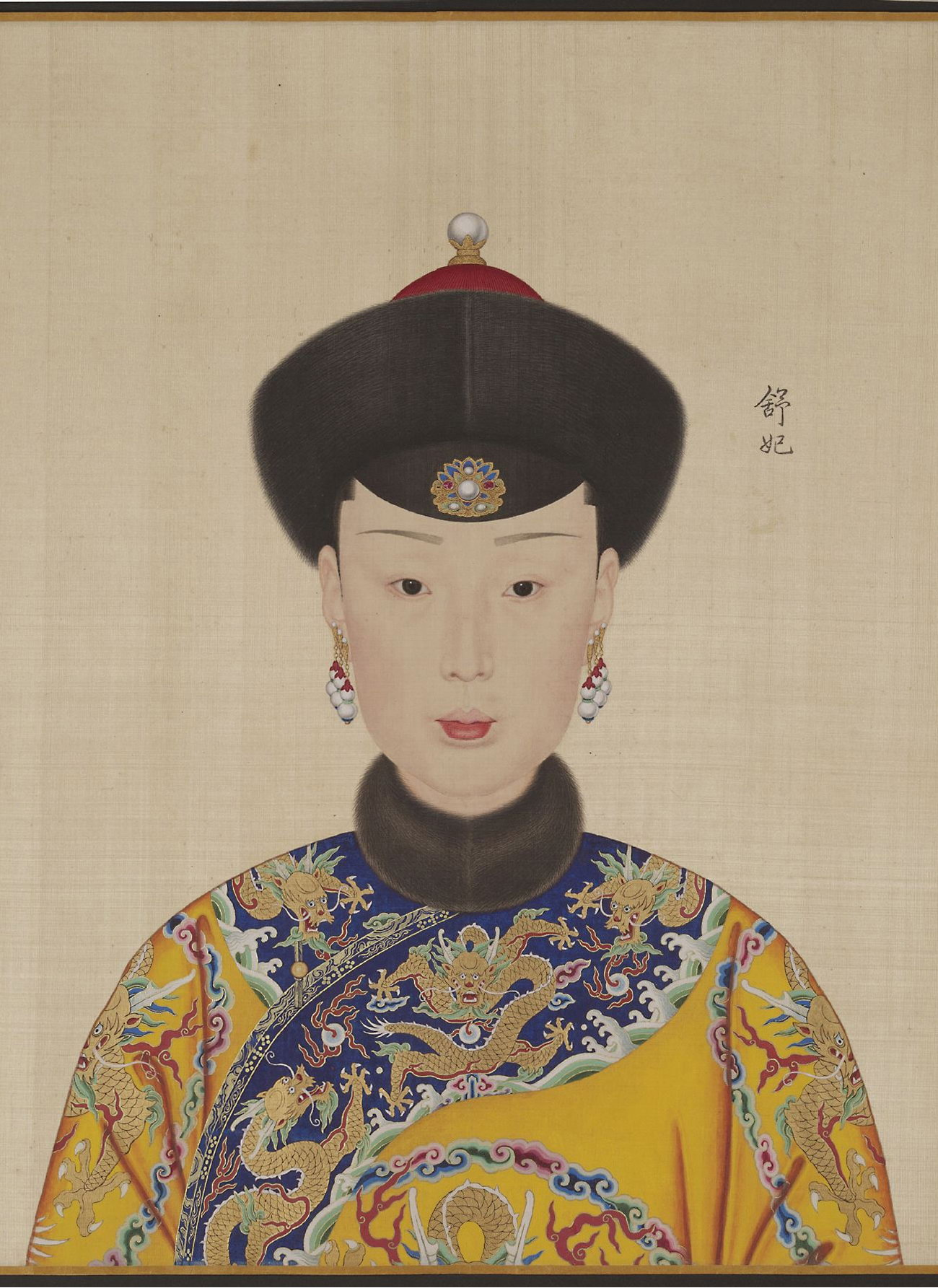
舒妃
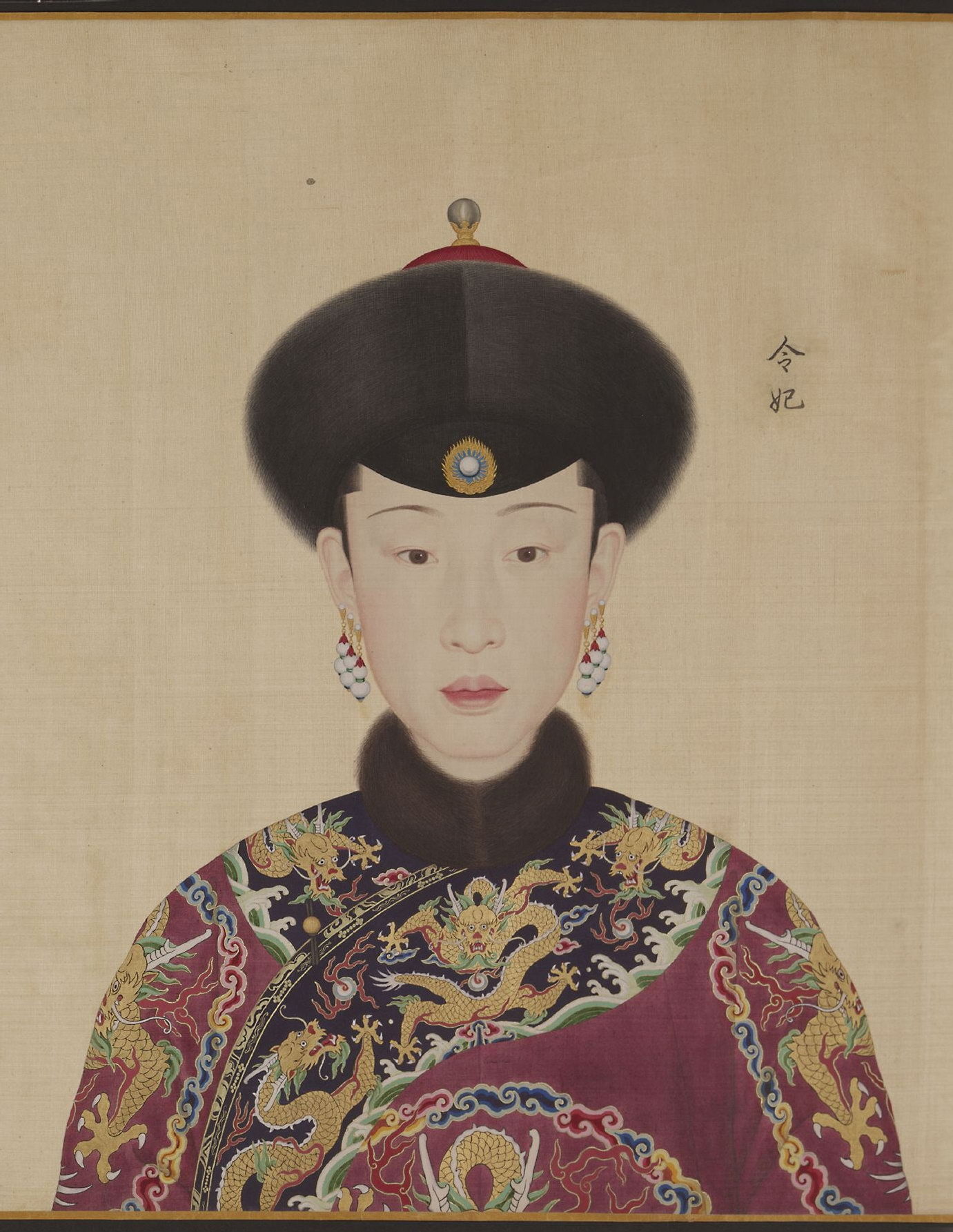
孝儀純皇后
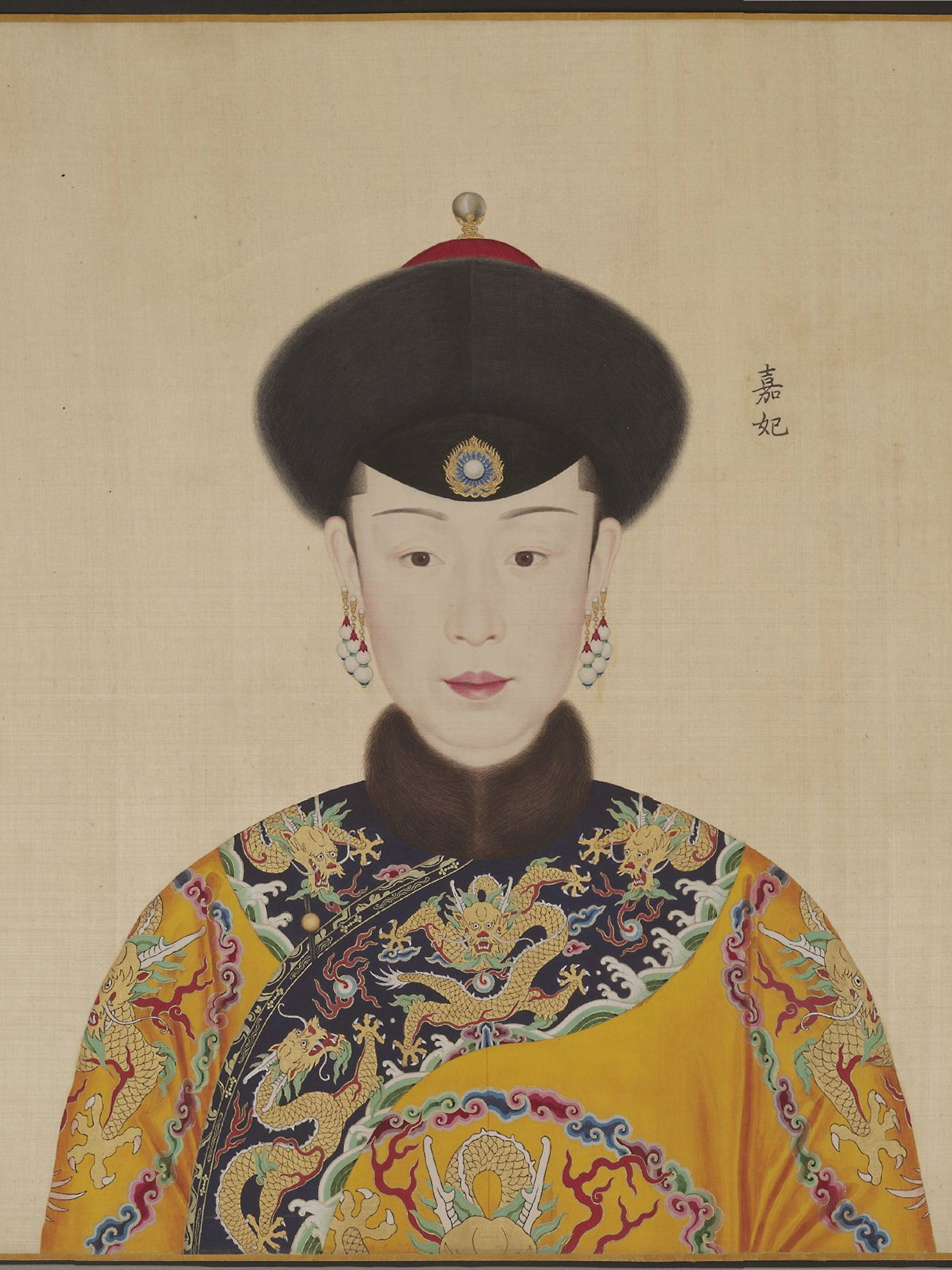
淑嘉皇貴妃
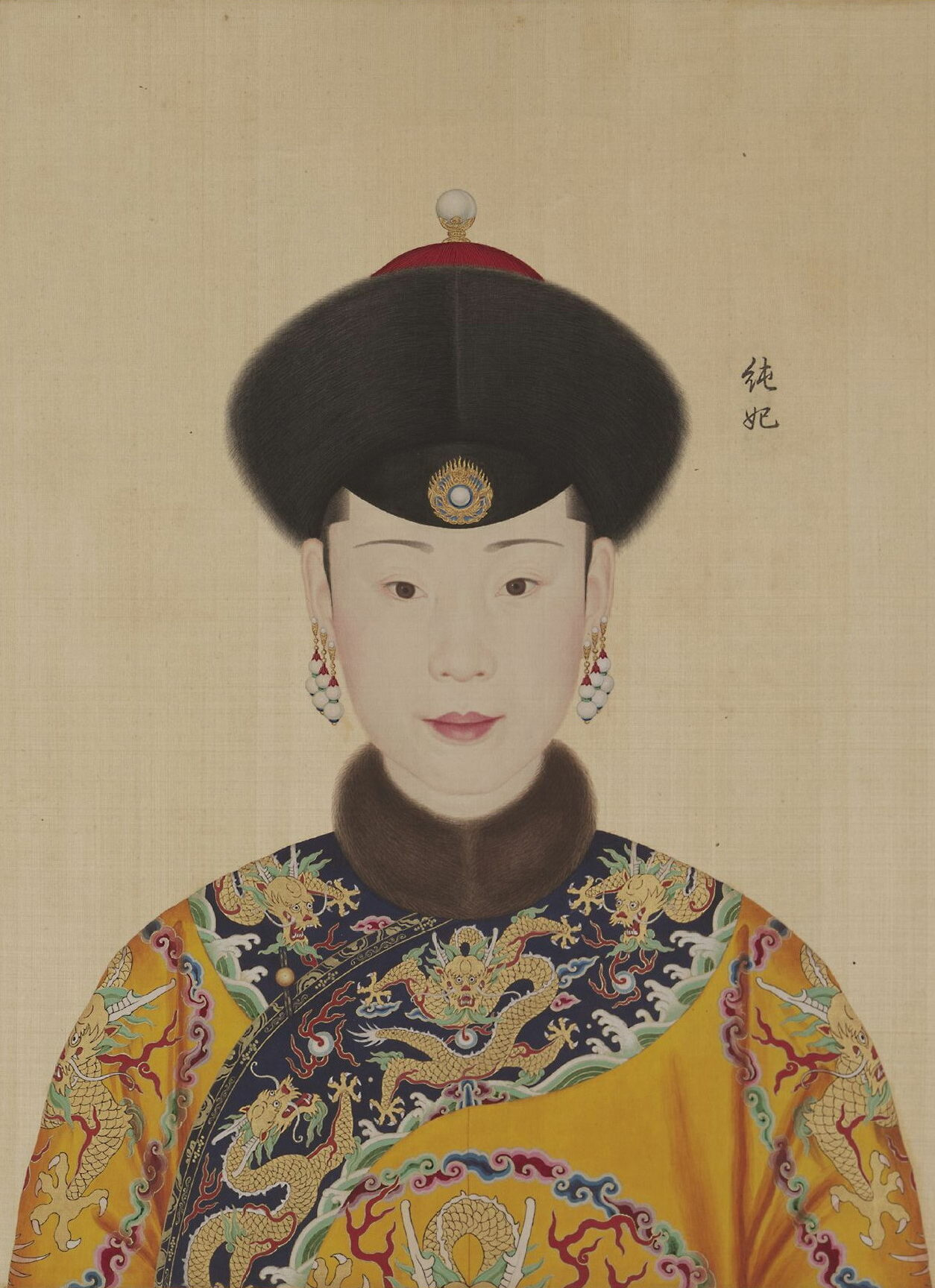
純惠皇貴妃
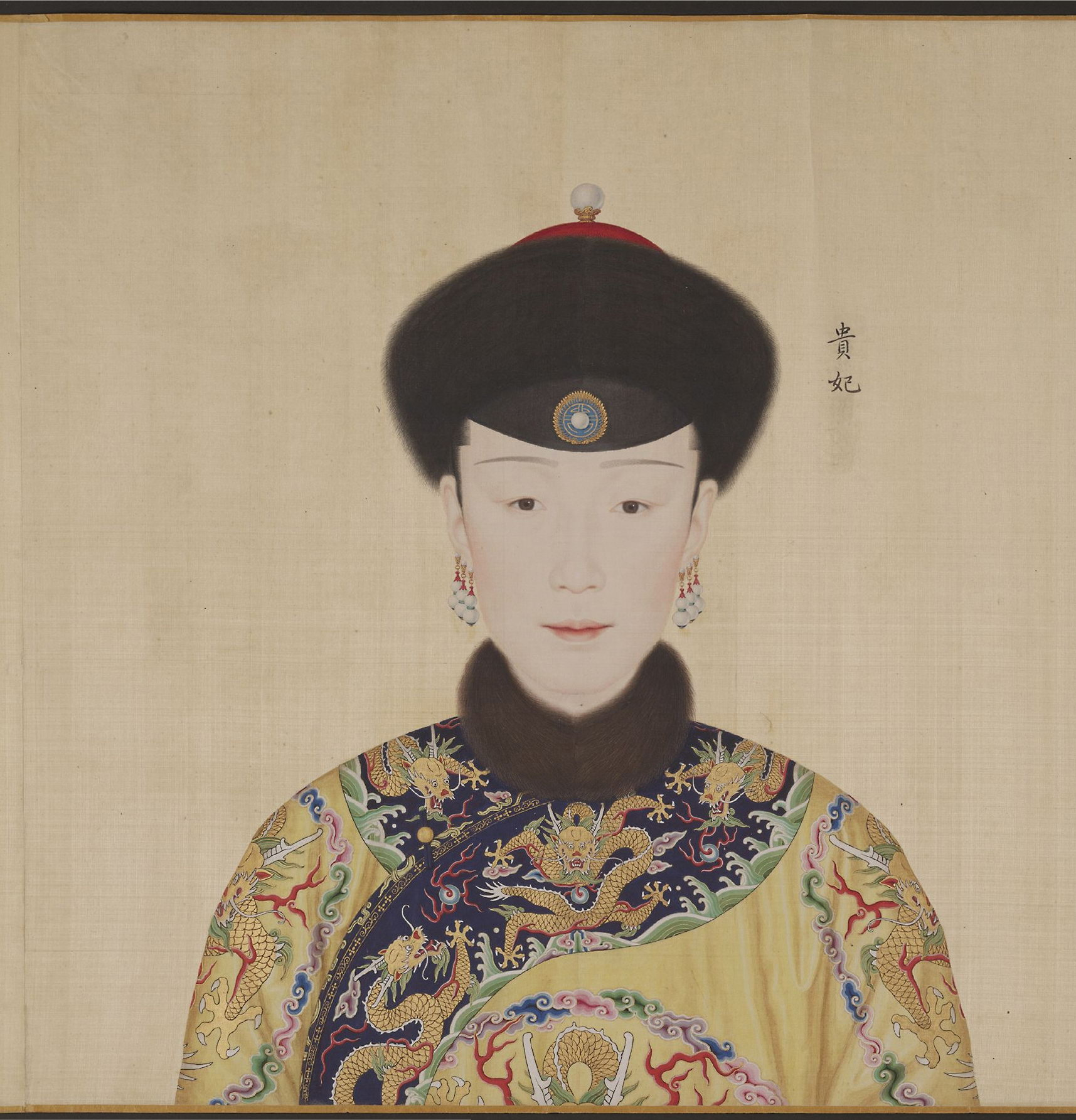
慧賢皇貴妃
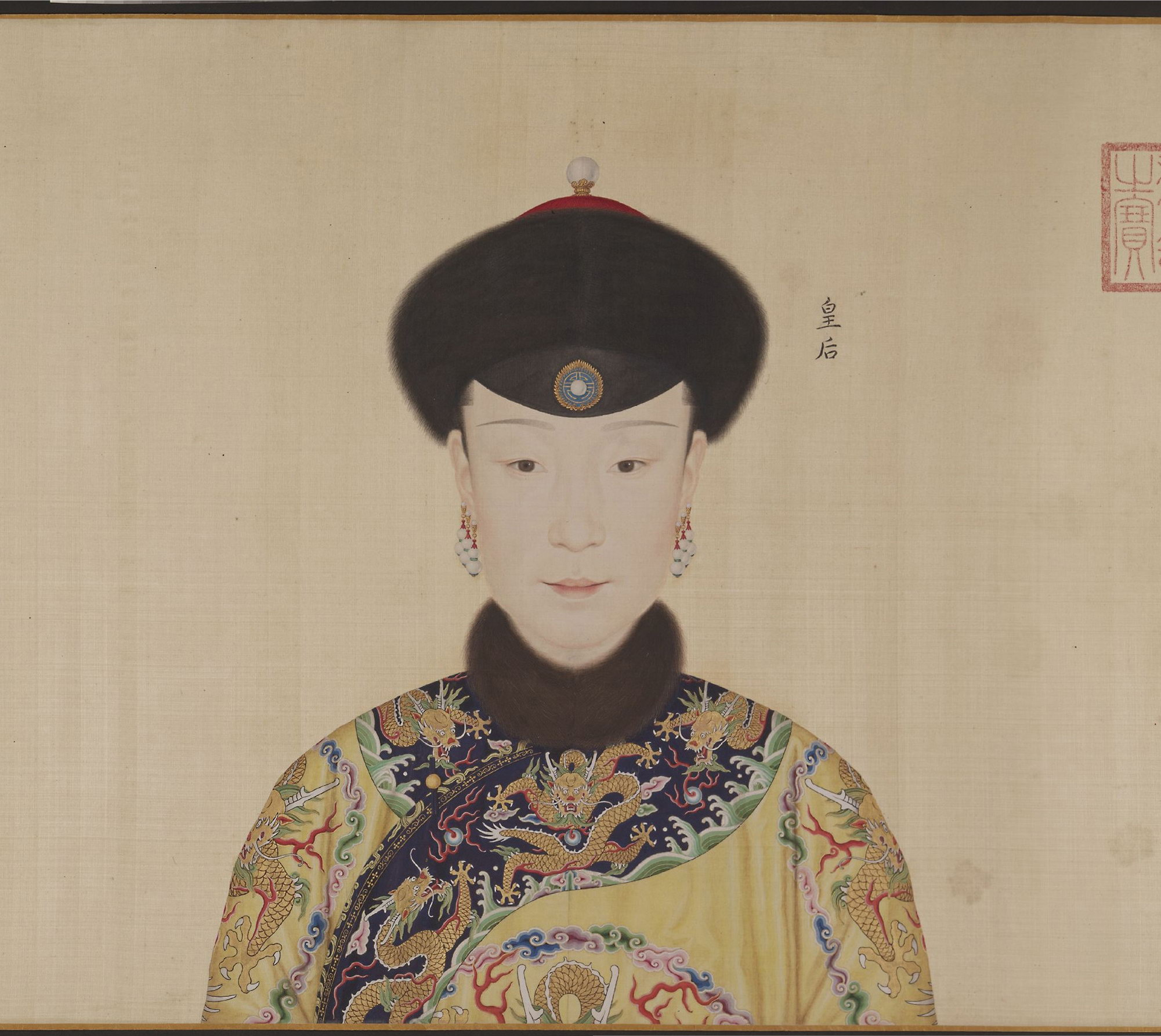
孝贤纯皇后
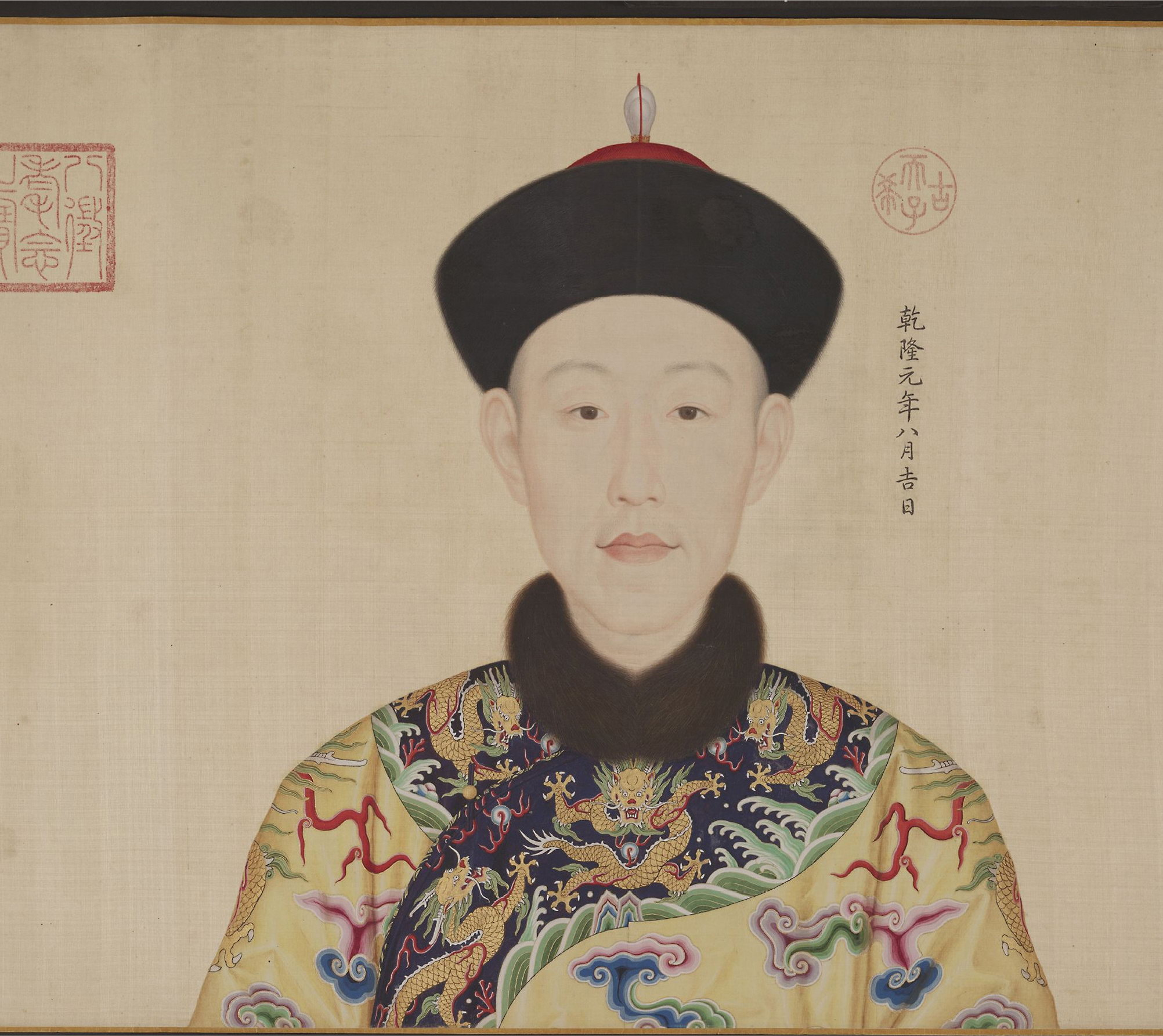
乾隆皇帝